# Stephanie Krogmann
Stephanie Krogmann (* 26. Januar 1986 in Villingen-Schwenningen) ist eine deutsche Schauspielerin und Wildtierbiologin.

## Leben
Stephanie Krogmann wurde von 2006 bis 2009 an der Schauspielschule „Der Kreis“ in Berlin ausgebildet. Danach trat sie in Fernseh-Produktionen sowie im Theater auf. Sie spielte in Fernsehfilmen wie Echte Bauern singen besser (2018, als „Therapeutin“) und Mein Freund, das Ekel (2019, als „Bella“) mit. Krogmann ist zusätzlich Wildtierbiologin, hat einen Bachelorabschluss in Biologie von der Freien Universität Berlin und absolvierte ein Masterstudium in Umweltwissenschaften (Wildlife &Biodiversity) an der Universität Freiburg. 2020 schloss sie eine Rangerausbildung in Südafrika ab und engagiert sich seither dort im Tierschutz. Sie ist mit ihrem Schauspieler-Kollegen Hannes Jaenicke liiert.

## Filmografie (Auswahl)
- 2010: DIE SNOBS – Sie können auch ohne Dich (Miniserie, eine Folge)
- 2011: Ich habe dir nie erzählt, womit ich mein Geld verdiene
- 2012: Aufzug
- 2013: Nora
- 2014: The Lost
- 2014: Alle unter eine Tanne
- 2014: Transition
- 2015: Eins ist nicht von dir
- 2015: Die Verlorenen
- 2015: Die Mutter des Mörders
- 2016: Der Kriminalist (Fernsehserie, eine Folge)
- 2016, 2021: SOKO Wismar (Fernsehserie, 2 Folgen)
- 2017: Nicht mit uns! Der Silikon-Skandal
- 2018: Echte Bauern singen besser
- 2018: Angst in meinem Kopf
- 2018: Opa wird Papa
- 2019: Mein Freund, das Ekel
- 2019: In aller Freundschaft (Fernsehserie, eine Folge)
- 2019: Lautlose Tropfen
- 2019: SOKO Stuttgart